# Cîșla, Cantemir
Cîșla este satul de reședință al comunei cu același nume  din raionul Cantemir, Republica Moldova.

## Demografie

### Structura etnică
Structura etnică a satului Cîșla conform recensământului populației din 2004:
| Grup etnic                    | Populație | % Procentaj |
| ----------------------------- | --------- | ----------- |
| Ucraineni                     | 390       | 64,89%      |
| Băștinași declarați Moldoveni | 185       | 30,78%      |
| Ruși                          | 15        | 2,50%       |
| Bulgari                       | 10        | 1,66%       |
| Găgăuzi                       | 1         | 0,17%       |
| Total                         | 601       |             |